# Iber-Maurità
L'iberomaurità o oranià és una cultura paleolítica del Magrib que procedeix dels quals és un exemplar típic l'humà de Mechta el -Arbi. El nom ve de que inicialment s'havia considerat aquesta cultura estesa al sud de la península Ibèrica, 
L'existència d'aquesta cultura està acreditada des del 20650 BP (abans del present) segons la datació cronològica del jaciment de Tama Hat i es va estendre fins al 10850 BP, segons la datació d'un nivell del jaciment de Taforalt.
La cultura iberomauritana es degué estendre des del Marroc (sense sobrepassar al sud les muntanyes de l'Atles) fins a Tunísia, ja que s'aprecia que fou substituïda més tard a la part oriental pel capsià típic (el més antic), originat a Tunísia.

## Indústria
Característica de l'iberomaurità és la indústria de l'utillatge de làmines. El dors es rebaixava mitjançant retocs toscs o semitoscs. L'aixecament d'un microburí en una làmina de dors rebaixat permetia l'obtenció d'una punta trièdrica. Aquestes làmines amb la vora esquerra rebaixada i sovint amb punta trièdrica apareixen freqüentment a les troballes.
Se subdivideix en les fases arcaica, clàssica i evolucionada:
- Arcaica: anterior a 12000 BP. Té menys del 75% de fulletes de dors; presenta del 15 al 20% de microburins i no hi abunden les puntes del tipus Mouillah.
- Clàssica: desenvolupada del 12000 a l'11000 BP. Té d'un 75 a un 90% de fulletes de dors, al voltant del 15% de puntes de Mouillah i Ouchtata.

Evolucionada: hi ha un 40 a 60% de fulletes de dors i un 3% de microburins. A més, hi ha trapezis entre els segments lítics.

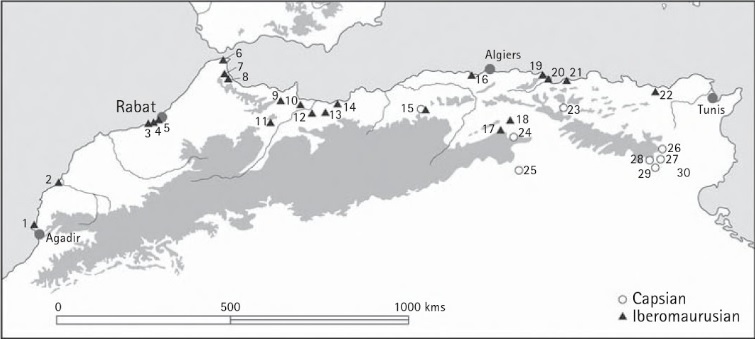
Distribució dels principals jaciments de la cultura iber-mauritana.

## Art
No es coneix cap manifestació artística de l'iberomaurità, ni en art parietal ni en objectes mobles.

## Tipus de vida
El tipus humà conegut com a Mechta el Arbi és robust i difereix de l'humà del capsià perquè era d'un tipus amazic. S'han trobat enterraments en necròpolis de més de 160 persones que evidencien el costum de l'extracció generalitzada dels ullals medians.